# 4-й Донской проезд
Четвёртый Донско́й прое́зд (до 1920 года — Четвёртый Донско́й переу́лок) — проезд в Южном административном округе города Москвы на территории Донского района.

## История
Первоначально проезд назывался Четвёртый Донско́й переу́лок по близости к Донскому монастырю и прилегавшей к нему Донской монастырской слободе. В 1920 году получил современное название также по близости к Донскому монастырю и Донской монастырской слободе. Название Четвёртый Донской проезд также носил проезд в той же местности, упразднённый 27 августа 1968 года.

## Расположение
4-й Донской проезд проходит на запад от Донской улицы до 3-го Донского проезда. Между 3-м и 4-м Донскими проездами, улицей Стасовой и Донской улицей расположена Донская площадь, между 3-м и 4-м Донскими проездами, Донской улицей и улицей Орджоникидзе — сквер. По 4-му Донскому проезду не числится домовладений.

## Транспорт

### Наземный транспорт
По 4-му Донскому проезду не проходят маршруты наземного общественного транспорта. Южнее проезда, на улице Орджоникидзе, расположена остановка «Университет Дружбы Народов» трамваев 14, 39.

### Метро
- Станция метро «Ленинский проспект» Калужско-Рижской линии — юго-западнее проезда, на пересечении Третьего транспортного кольца с улицей Вавилова и Ленинским проспектом.
- Станция метро «Шаболовская» Калужско-Рижской линии — северо-восточнее проезда, на улице Шаболовке.